# Kelurahan Pasar Atas Bangko
Kelurahan Pasar Atas Bangko is een bestuurslaag in het regentschap Merangin van de provincie Jambi, Indonesië. Kelurahan Pasar Atas Bangko telt 6076 inwoners (volkstelling 2010).